# Liste der Baudenkmale in Woldegk
In der Liste der Baudenkmale in Woldegk sind alle denkmalgeschützten Bauten der Stadt Woldegk (Mecklenburg-Vorpommern) und ihrer Ortsteile aufgelistet. Grundlage ist die Veröffentlichung der Denkmalliste des Landkreises Mecklenburg-Strelitz mit dem Stand vom 18. März 2011.

## Baudenkmale nach Ortsteilen

### Bredenfelde
| ID | Lage                        | Bezeichnung                                                                               | Beschreibung | Bild                              |
| -- | --------------------------- | ----------------------------------------------------------------------------------------- | ------------ | --------------------------------- |
| 50 | Wassermühle 1 (Karte)       | Wassermühle mit Teich, Scheune, Stall                                                     |              |                                   |
| 51 | Am Wanderweg 1 (Karte)      | Bahnhofsanlage mit Bedürfnisanstalt                                                       |              | Weitere Bilder                    |
| 52 | Strelitzer Straße 8/B 198   | Meilenstein (Rundsockelstein)                                                             |              |                                   |
| 53 | Krumbecker Straße (Karte)   | Spritzenhaus                                                                              |              | Spritzenhaus                      |
| 54 | Am Speicher 17/18/7 (Karte) | Gutsanlage mit Gutshaus, Speicher                                                         |              |                                   |
| 55 | Strelitzer Straße (Karte)   | Kirche mit Feldsteinmauer, Grabmal von 1843, 1860; 2 Grabmale Mitte 19. Jh., Eisenkreuzen |              | Weitere Bilder                    |
| 56 | (Karte)                     | Kriegerdenkmal (auf dem Friedhof)                                                         |              | Kriegerdenkmal (auf dem Friedhof) |

### Canzow
| ID | Lage                  | Bezeichnung                                                            | Beschreibung | Bild           |
| -- | --------------------- | ---------------------------------------------------------------------- | ------------ | -------------- |
|    | Dorfstraße 12 (Karte) | Landarbeiterhaus                                                       |              |                |
|    | (Karte)               | Neugotische Kirche (1888, 1893) mit Friedhof und Grabstätte von Scheve |              | Weitere Bilder |
|    | an der B 198          | Meilenstein (Rundsockelstein)                                          |              |                |

### Carlslust
| ID | Lage | Bezeichnung | Beschreibung | Bild |
| -- | ---- | ----------- | ------------ | ---- |
|    |      | Grenzstein  |              |      |

### Georginenau
| ID | Lage           | Bezeichnung                | Beschreibung | Bild |
| -- | -------------- | -------------------------- | ------------ | ---- |
|    | Georginenau 18 | Pferdestall der Gutsanlage |              |      |
|    |                | Wegweiserstein             |              |      |

### Göhren
| ID | Lage                             | Bezeichnung | Beschreibung | Bild           |
| -- | -------------------------------- | --- | ------------ | -------------- |
|    |                                  | Denkmal für Bismarck (gegenüber der Kirche) |              |                |
|    | Fürstenwerder Chaussee 9         | Zollhaus mit Nebengebäude |              |                |
|    | Fürstenwerder Chaussee 12        | Brennerei |              |                |
|    |                                  | Gutsanlage mit |              |                |
|    | (Karte)                          | - Park einschließlich Burgwällen, Gedenkstein Ulrich-Wilhelm Graf Schwerin von Schwanenfeld, Grabstätte von Schwerin von Schwanenfeld, Torpfeiler zum Gemüsegarten, Brunnen und Allee mit anschließender Dreiecksfläche bis zur Landstraße |              |                |
|    |                                  | - Gärtnerei |              |                |
|    | Fürstenwerder Chaussee 5 (Karte) | - Inspektorenhaus |              |                |
|    | Fürstenwerder Chaussee 7         | - Reitstall |              |                |
|    | Flur 1, Flst. 14/1               | - Pferdestall (sog. Felsenscheune) |              |                |
|    | Flur 1, Flst. 18/2               | - Stallspeicher I – Kuhstall |              |                |
|    | Flur 1, Flst. 18/3               | - Stallspeicher II – Schafstall |              |                |
|    | Flur 1, Flst. 11/1, 12/1, 13/1   | - Stallspeicher III – Pferdestall |              |                |
|    |                                  | Grenzsäule (gegenüber dem ehem. Zollhaus) |              |                |
|    |                                  | Grenzstein |              |                |
|    | Unterdorf 4                      | Wohnhaus |              |                |
|    | Unterdorf 6                      | Pfarrwitwenhaus |              |                |
|    | Unterdorf 7 (Karte)              | Kirche mit Glockenstuhl und zwei Glocken, Stele und Feldsteintrockenmauer |              | Weitere Bilder |
|    | Unterdorf 8                      | Pfarrhaus mit Garten und Handschwengelpumpe |              |                |

### Grauenhagen
| ID | Lage                | Bezeichnung                                        | Beschreibung | Bild           |
| -- | ------------------- | -------------------------------------------------- | ------------ | -------------- |
|    | Dorfstraße          | Spritzenhaus                                       |              |                |
|    | (Karte)             | Kapelle mit Glocke (in freistehenden Glockenstuhl) |              | Weitere Bilder |
|    |                     | Kriegerdenkmal 1914/18                             |              |                |
|    | Zum Anger 2 (Karte) | [[Gutshaus\|]]                                     |              |                |

### Groß Daberkow
| ID | Lage       | Bezeichnung                                                                                            | Beschreibung | Bild |
| -- | ---------- | --- | ------------ | ---- |
|    | Dorfstraße | Pfarrhaus                                                                                              |              |      |
|    |            | Friedhof, gusseisernes Grabkreuz Voigt, Grabkreuz Wendland, zwei Grabplatten Siemers von 1834 und 1859 |              |      |
|    |            | Gedenkstein Königsschuss (im Wald der Daberkower Heide)                                                |              |      |
|    |            | Meilenstein                                                                                            |              |      |

### Helpt
| ID | Lage                  | Bezeichnung             | Beschreibung | Bild                   |
| -- | --------------------- | ----------------------- | --- | ---------------------- |
|    | Dorfstraße            | Schmiede                | | Schmiede               |
|    | Dorfstraße 10/11      | Schule mit Stall        | | Schule mit Stall       |
|    | Dorfstraße 61 (Karte) | Kirche mit Einfriedung  | Die gotische Dorfkirche wurde um das Jahr 1300 aus Feldstein errichtet. Der Turm aus dem Jahr 1728 hat eine Fachwerkverkleidung. Die Kanzel stammt aus dem 17. Jahrhundert. | Weitere Bilder         |
|    |                       | Gutsanlage mit          | | Weitere Bilder         |
|    | Dorfstraße 54 (Karte) | - Gutshaus              | aus dem Jahr 1884 | *Gutshaus              |
|    |                       | - Park mit Eiskeller    | Der Eiskeller ist ein Rest des Gewölbes der mittelalterlichen Burg Helpt.                                                                                                   | *Park mit Eiskeller    |
|    |                       | - 2 Wirtschaftsgebäuden | |                        |
|    |                       | Kriegerdenkmal 1914/18  | | Kriegerdenkmal 1914/18 |

### Hildebrandshagen
| ID | Lage             | Bezeichnung                         | Beschreibung                                                                                               | Bild           |
| -- | ---------------- | ----------------------------------- | --- | -------------- |
|    | Dorfstraße       | Transformatorenhaus                 | |                |
|    | Dorfstraße 20/22 | Landarbeiterhaus                    | |                |
|    | Dorfstraße 20/22 | Gutsanlage mit Gutshaus und Park    | 1-geschossiger Backsteinbau mit Satteldach von um 1850, Gut langzeitig im Besitz der Familie von Schwerin. |                |
|    | (Karte)          | Kirche mit historischen Grabkreuzen | | Weitere Bilder |

### Hinrichshagen
| ID | Lage                                        | Bezeichnung                                                                     | Beschreibung | Bild                                 |
| -- | ------------------------------------------- | ------------------------------------------------------------------------------- | ------------ | ------------------------------------ |
|    | (Karte)                                     | Burganlage mit Bewuchs                                                          |              | Weitere Bilder                       |
|    | (Karte)                                     | Friedhof (neuer), Grabkreuz Johann Kröger und Grabstein Maria Martha Bernstorff |              |                                      |
|    | Grauenhagener Damm 1 (Karte)                | Pfarrhaus                                                                       |              |                                      |
|    |                                             | Kriegerdenkmal I (auf dem Kirchhof)                                             |              |                                      |
|    |                                             | Kriegerdenkmal II (auf dem Kirchhof)                                            |              | Kriegerdenkmal II (auf dem Kirchhof) |
|    | (Karte)                                     | Kirche mit Feldsteinmauer                                                       |              | Weitere Bilder                       |
|    | Weg nach Grauenhagen im Forst Hinrichshagen | Kirchenruine „Rote Kirche“                                                      |              | Weitere Bilder                       |
|    |                                             | Pflasterstraße im Bereich Hinrichshagen/Grauenhagen/Neugarten                   |              |                                      |
|    |                                             | Ziegelei mit Verwaltungsgebäude                                                 |              |                                      |

### Mildenitz
| ID | Lage                      | Bezeichnung                                                  | Beschreibung | Bild           |
| -- | ------------------------- | ------------------------------------------------------------ | --- | -------------- |
|    |                           | Gutsanlage mit                                               | | Gutsanlage mit |
|    | Schlossstraße 10 (Karte)  | - Gutshaus                                                   | Spätklassizistischer, 2-geschossiger, 15-achsiger Putzbau von um 1800 und Umbau von um 1850, mit Mittel- und 2 Seitenrisaliten sowie Sockelgeschoss; Gut der Familie von Schwerin (1680–1945); heute Pflegeheim. |                |
|    | (Karte)                   | - Park mit Grabmal Gertrud Gräfin und Lutz Graf von Schwerin | |                |
|    |                           | - Wirtschaftsgebäude (Filteranlage u. Kühlhaus)              | |                |
|    |                           | - Pferdestall                                                | |                |
|    | Hauptstraße 12/14 (Karte) | Schule                                                       | |                |
|    | Hauptstraße 18 (Karte)    | Bahnhof                                                      | | Bahnhof        |
|    | Hauptstraße 20 (Karte)    | Wohnhaus (bei der Schmiede)                                  | |                |
|    | Hauptstraße 22 (Karte)    | Schmiede                                                     | |                |
|    | (Karte)                   | Kirche und Friedhofsmauer                                    | Fachwerkkirche aus der Zeit um 1720/1730, verbretterter quadratischer Turm mit achteckigem, spitzem Helm. | Weitere Bilder |

### Oertzenhof
| ID | Lage                     | Bezeichnung                      | Beschreibung | Bild                             |
| -- | ------------------------ | -------------------------------- | --- | -------------------------------- |
|    | (Karte)                  | Wasserturm                       | Der Wasserturm steht östlich neben dem Empfangsgebäude des Bahnhofs und diente der Versorgung der Dampflokomotiven. Heute ist er ungenutzt und steht leer. | Wasserturm                       |
|    | Oertzenhof 9 (Karte)     | Molkerei                         | Ursprünglich war Oertzenhof ein Vorwerk mit einer Meierei (Molkerei). Erst nach der Eröffnung des Bahnhofs 1866 entwickelte sich der Ort. Das Gebäude der Molkerei nördlich des Bahnübergangs der Landstraße wird heute (Stand 2013) von einer Bienenwirtschaftsfirma genutzt. | Molkerei                         |
|    | Oertzenhof 25 (Karte)    | Wirtschaftsgebäude               | Auf dem Grundstück gegenüber dem Bahnhofsempfangsgebäude stehen einige kleine, heute ungenutzte, Nebengebäude. | Wirtschaftsgebäude               |
|    | Oertzenhof 26 (Karte)    | Bahnhofsempfangsgebäude          | Der Bahnhof mit dem großen Empfangsgebäude ging 1866 in Betrieb. Architekt war Richard Steche. Das Gebäude ist ungenutzt und steht leer. | Weitere Bilder                   |
|    | Oertzenhof 27 (Karte)    | Wohnhaus mit Stallspeicher       | Um den Bahnhof wurden einige Gebäude im ähnlichen Stil wie das Empfangsgebäude gebaut. Das Haus Nr. 27 schräg gegenüber vom Empfangsgebäude wird als Wohnhaus genutzt. | Wohnhaus mit Stallspeicher       |
|    | Oertzenhof 28/29 (Karte) | Postamt, Stallspeicher zu Nr. 27 | Das ehemalige Postamt am Bahnhofsvorplatz neben Haus Nr. 27 dient als Wohnhaus. | Postamt, Stallspeicher zu Nr. 27 |
|    | Oertzenhof 30/31 (Karte) | Bahnarbeiterwohnhaus             | Das Wohnhaus westlich des Bahnhofs in der Nähe der Chaussee wird nicht mehr genutzt. | Bahnarbeiterwohnhaus             |

### Pasenow
| ID | Lage       | Bezeichnung               | Beschreibung                                   | Bild           |
| -- | ---------- | ------------------------- | ---------------------------------------------- | -------------- |
|    | Dorfstraße | Chausseewärterhaus        |                                                |                |
|    | (Karte)    | Kirche mit Feldsteinmauer | Die Kirche ist ein Feldsteinbau, 1476 geweiht. | Weitere Bilder |
|    | (Karte)    | Kriegerdenkmal 1914/18    |                                                | Weitere Bilder |

### Petersdorf
| ID  | Lage          | Bezeichnung            | Beschreibung | Bild                   |
| --- | ------------- | ---------------------- | --- | ---------------------- |
| 901 | Dorfstraße 4  | Chausseewärterhaus     | |                        |
| 902 | Dorfstraße 48 | Bauernhaus             | |                        |
| 904 | (Karte)       | Kirche                 | Feldsteinkirche vom 15. Jahrhundert; 3-gesch., neugotischer Westturm aus Backstein von 1826 mit spitzem Helm nach Plänen von Friedrich Wilhelm Buttel: Innen: spätmittelalterlicher Altar – 1726 erneuert, Kanzel vom 16. Jahrhundert; Sanierungen: 1980: Dach des Kirchenschiffs, 1988: Innen, 1990: Turm. | Weitere Bilder         |
| 905 | (Karte)       | Kriegerdenkmal 1914/18 | | Kriegerdenkmal 1914/18 |

### Rehberg
| ID | Lage    | Bezeichnung | Beschreibung | Bild |
| -- | ------- | --- | ------------ | --- |
|    | (Karte) | Kirche mit zwei eisernen Grabkreuzen Fritz und Wilhelmine Pankow und eisernes Grabkreuz (mit floralen Motiven) |              | Kirche mit zwei eisernen Grabkreuzen Fritz und Wilhelmine Pankow und eisernes Grabkreuz (mit floralen Motiven) |
|    |         | Kriegerdenkmal 1914/18 (Friedhof)                                                                              |              | |

### Vorheide
| ID | Lage | Bezeichnung                   | Beschreibung                                                                   | Bild |
| -- | ---- | ----------------------------- | ------------------------------------------------------------------------------ | ---- |
|    |      | Gutsanlage mit                |                                                                                |      |
|    |      | - Gutshaus                    | Ruinöser, 1-geschossiger, 11-achsiger Klinkerbau von nach 1853 mit Krüppelwalm |      |
|    |      | - Stall (rechts vom Gutshaus) |                                                                                |      |
|    |      | - Stallspeicher               | 2-geschossiger Ziegelbau mit Walmdach                                          |      |

### Woldegk
| ID | Lage | Bezeichnung | Beschreibung | Bild                                                           |
| -- | --- | --- | --- | -------------------------------------------------------------- |
|    | August-Bebel-Straße 1 (Karte)                                                                                            | Wohnhaus | |                                                                |
|    | August-Bebel-Straße 2 (Karte)                                                                                            | Wohnhaus | |                                                                |
|    | August-Bebel-Straße 10 (Karte)                                                                                           | Wohnhaus | |                                                                |
|    | August-Bebel-Straße 16 (Karte)                                                                                           | Wohnhaus | |                                                                |
|    | B 104/198 (Gewerbegebiet)                                                                                                | Meilenstein | |                                                                |
|    | Bahnhofstraße 1 (Karte)                                                                                                  | Wohnhaus | |                                                                |
|    | Bahnhofstraße 21 (Karte)                                                                                                 | Speicher (Baumarkt) | | Speicher (Baumarkt)                                            |
|    | Bahnhofstraße 31 (Karte)                                                                                                 | Bahnhofsempfangsgebäude | Gebäude von 1893, heute Wohn- und Gewerbenutzung | Weitere Bilder                                                 |
|    | Burgtorstraße (Karte) | Kriegerdenkmal 1914/18 – Heldenhain | | Kriegerdenkmal 1914/18 – Heldenhain                            |
|    | Burgtorstraße 27 (Karte)                                                                                                 | Wohnhaus mit Wirtschaftsgebäude | |                                                                |
|    | Burgtorstraße 30 (Karte)                                                                                                 | Logenhaus | |                                                                |
|    | Burgtorstraße 32 (Karte)                                                                                                 | Wohnhaus | |                                                                |
|    | Burgtorstraße 40 (Karte)                                                                                                 | Wohnhaus | |                                                                |
|    | Ernst-Thälmann-Straße 45 (Karte)                                                                                         | Wohnhaus mit Werkstatt | |                                                                |
|    | Gartenweg (Karte) | Wasserwerk | | Wasserwerk                                                     |
|    | Gotteskamp (Karte) | Windmühle | Gotthunskampmühle Woldegk von 1895 | Windmühle                                                      |
|    | Jägerstraße (Karte) | Friedhof mit Grabstätte Ehmke, Grabstätte Graebke, Grabmal Kandler, Grabstätte Lau, Grabplatten Meyer, Grabstätte Schüssler, Grabmal Wismar | |                                                                |
|    | Kirchplatz 4 (Karte) | Pfarrhaus | |                                                                |
|    | Karl-Liebknecht-Platz | Kriegerdenkmal 1870/71 | |                                                                |
|    | Karl-Liebknecht-Platz 2 (Karte)                                                                                          | Wohnhaus mit Stallspeicher | |                                                                |
|    | Kirchplatz (Karte) | Kirche | Gotischer Feldsteinbau mit Chor, tonnengewölbte Sakristei und Turmunterbau aus Feldstein von um 1250; nach Brand von 1422 neues dreischiffiges, 4-jochiges Langhaus aus Backstein; Sanierung 1901/02, Wiederaufbau von 1955 nach Kriegszerstörung mit nun flachen Decken; zerstörtes Fachwerkoberteil des Turms mit achteckigem spitzem Helm 2006/2007 rekonstruiert. | Weitere Bilder                                                 |
|    | Klosterstraße 11 (Karte)                                                                                                 | Wohnhaus | |                                                                |
|    | Klosterstraße 20 (Karte)                                                                                                 | Seniorenpflegeheim | |                                                                |
|    | Mühlendamm | ehem. Maschinenfabrik | 2 traufständig zueinander stehende Gebäude | ehem. Maschinenfabrik                                          |
|    | Mühlendamm (Karte) | Windmühle „Ehlertsche Mühle“ (techn. Museum)                                                                                                | 4-gesch. Holländerwindmühle von 1886, saniert 1993, noch betriebene Schauanlage als technisches Denkmal | Weitere Bilder                                                 |
|    | Mühlendamm (Karte) | Windmühle (Café) | Turmwindmühle von 1859 und Mühlencafé von 1988 | Windmühle (Café)                                               |
|    | Mühlendamm/Fritz-Reuter-Straße (Karte)                                                                                   | Windmühle (Museum) | Erd-Holländerwindmühle von um 1883, heute Museumsmühle, 1993 saniert | Weitere Bilder                                                 |
|    | Mühlendamm 8 (Karte) | Molkerei | | Molkerei                                                       |
|    | Mühlendamm 16 (Karte) | Wasserturm | ehem. Wasserturm von 1912, heute Wohnhaus | Wasserturm                                                     |
|    | Neubrandenburger Chaussee                                                                                                | Mühlendamm Windmühlenruine | |                                                                |
|    | Neutorstraße | Gedenkstätte/VVN-Denkmal | |                                                                |
|    | Prenzlauer Chaussee | Wirtschaftsgebäude: Remise, Scheune, Speicher                                                                                               | |                                                                |
|    | Prenzlauer Chaussee 5 (Karte)                                                                                            | Windmühle mit Wohnhaus und Speicher, sog. „Fröhlckesche Mühle“                                                                              | Galerieholländermühle von 1888 | Windmühle mit Wohnhaus und Speicher, sog. „Fröhlckesche Mühle“ |
|    | Prenzlauer Chaussee 18 (Karte)                                                                                           | Wohnhaus, sog. „Beamtenhaus“ | |                                                                |
|    | Burgtorstraße, Ernst-Thälmann-Straße, Klosterstraße, Neutorstraße, Rudolf-Breitscheid-Straße und Wollweberstraße (Karte) | Stadtmauer mit Wallanlage | Stadtmauer aus dem 13./14. Jh., 700 Meter sind erhalten | Weitere Bilder                                                 |
|    | Tiefentalstraße 12 (Karte)                                                                                               | Wohnhaus | |                                                                |
|    | Wollweberstraße 27 (Karte)                                                                                               | Wilhelm-Höcker-Oberschule | |                                                                |
|    | Ziegeleiweg | Gaswerk | |                                                                |
|    | Ziegeleiweg 6 (Karte) | Pankow'scher Hof mit Wohnhaus, Speicher und Scheune                                                                                         | |                                                                |

## Vorgesehener Denkmalbereiche
nach der Denkmalliste vom 16. Dezember 1996, bisher noch nicht durch Verordnung ausgewiesen
| ID | Lage                                                        | Bezeichnung                                                                                                  | Beschreibung | Bild |
| -- | ----------------------------------------------------------- | --- | ------------ | ---- |
|    | Oertzenhof: Am Bahnhof 10 – 31 (Karte)                      | Bahnhofsensemble Oertzenhof (Bahnarbeiterhäuser, Bahnhof, Molkerei, Wirtschaftsgebäude, Wasserturm, Postamt) |              |      |
|    | Woldegk: Kronenstraße 1 – 11 (ungerade fortlaufend) (Karte) | Wohn und Geschäftshaus (Nr. 1) und Wohnhäuser                                                                |              |      |

## Quelle
- Karte der Baudenkmale im Geoportal des Landkreises